# Classe Ada
La classe Ada, nota anche come MilGem Block I, è una classe di corvette di progettazione e costruzione turca. La classe è formata da cinque corvette ordinate dal governo turco al cantiere navale di Istanbul e in servizio nella Marina militare turca; altre due unità sono in costruzione in Turchia per conto della Marina militare ucraina.

## Storia
Nel 1996 la marina turca lanciò ufficialmente il progetto MİLGEM, relativo ad una classe di corvette polivalenti che dovevano essere progettate, sviluppate, e costruite interamente nei cantieri navali nazionali. Il 12 marzo 2004 fu affidato all'ufficio progettazioni MİLGEM del comando del cantiere navale di Istanbul, il compito di coordinare lo sviluppo della nuova classe di unità. Con l'avvio di un programma di costruzioni nazionali la Turchia si proponeva di costruire un nuovo tipo di unità da guerra utilizzando il più possibile prodotti dell'industria locale, valutato nel 75%, al fine di incrementare le capacità nazionali di costruzioni unità navali allo stato dell'arte.
Sviluppando il progetto MİLGEM Block I, la Turchia si propose di costruire una nave da guerra usando le risorse locali nella misura massima possibile e migliorare le capacità e le capacità militari nazionali di costruzione navale. Gli obiettivi della classe Ada erano quelli di migliorare le capacità di guerra litoranea e di soddisfare i requisiti operativi della Marina turca.
Circa 50 aziende locali, tra cui le più grandi ditte del settore turco della difesa, come STM, ASELSAN, e HAVELSAN, svolsero un significativo ruolo nel progetto MİLGEM, acquisendo così una preziosa esperienza nella progettazione e costruzione delle navi da guerra.
Le navi di questa classe sono state progettate in base a requisiti specifici emessi dalla marina turca, e realizzate nel cantiere navale di Istanbul. 

## Descrizione tecnica

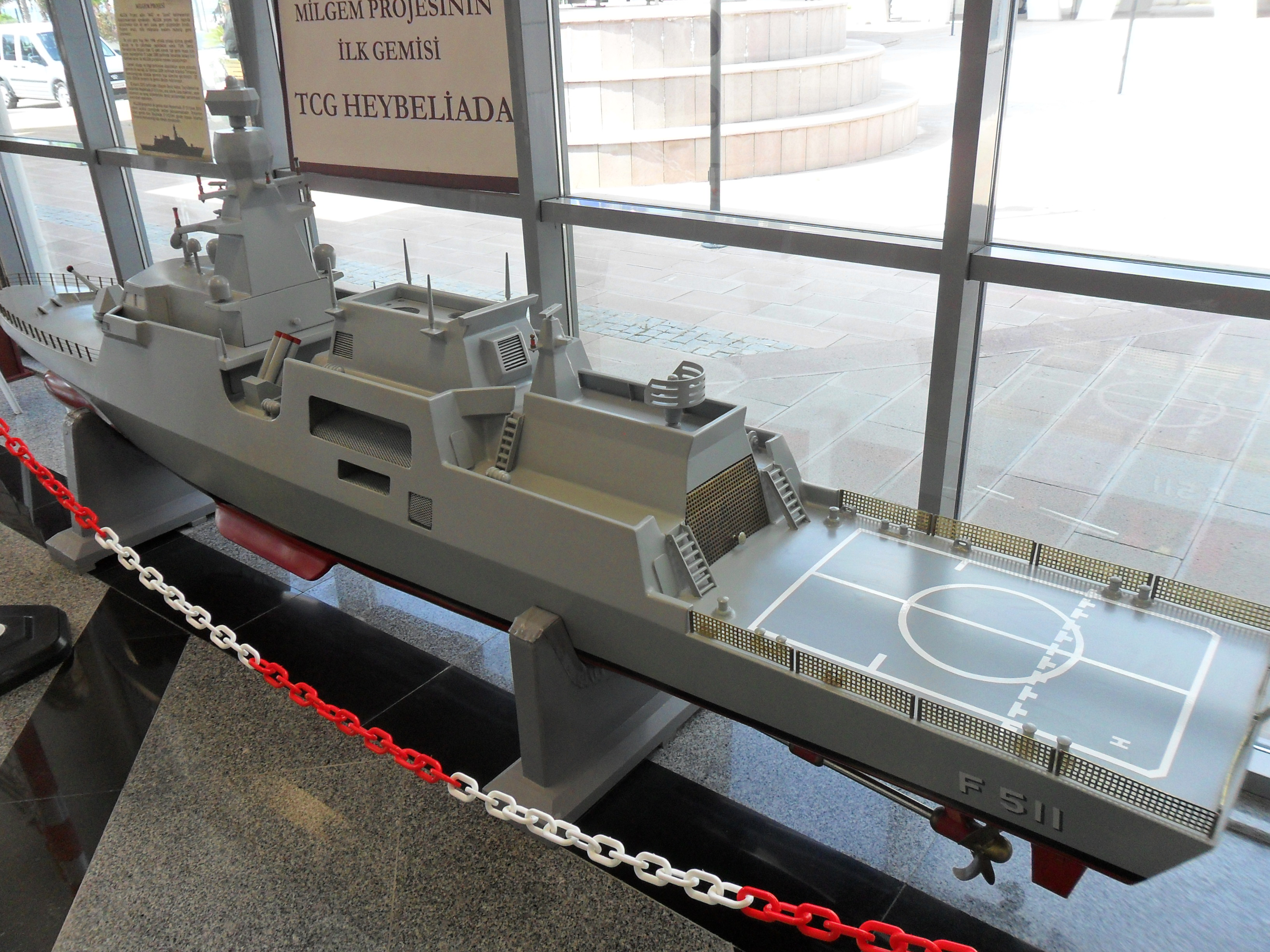
Modello della corvetta Heybeliada, prima unità della classe Ada.

Le corvette classe MILGEM, costruite in acciaio, hanno un disegno molto pulito, con fiancate lisce ed inclinate, che si uniscono alle sovrastrutture senza alcun corridoio esterno, utilizzando caratteristiche stealth. Il mast, situato subito dietro la plancia di comando, ha anch'esso pareti angolate, mentre i bassi fumaioli, realizzati in lega di alluminio, sono contenuti in un lungo elemento centrale.
La propulsione del tipo CODAG (Combined Diesel and Gas) è affidata a una turbina a gas General Electric LM2500 della potenza di 23.000 kW (31.000 CV) e a due motori turbodiesel MTV 16V595TE90 della potenza nominale di 4.320 kW (5.790 CV) cadauno.  Un gruppo riduttore realizzato dalla ditta tedesca RENK consente ai due sistemi di operare congiuntamente. La velocità massima, con i due tipi di propulsione inseriti congiuntamente, sfiora i 30 nodi, mentre con la sola turbina inserita è pari a 27 nodi. La velocità di crociera, data dai due motori diesel, e di 15 nodi. 
La gestione è il controllo degli impianti installati sull'unità e della navigazione (IPCMS)  utilizza il sistema di origine olandese Imtech Netherland UniMACS 3000, realizzato in Turchia tramite un consorzio con la ditta Yaltes JV. I principali sistemi integrati nell'IPMS includono un sistema di gestione dell'alimentazione, un impianto di allarme incendio, un sistema antincendio e di controllo dei danni, un sistema TVCC e un sistema di controllo della stabilità.
L'armamento si basa su un cannone a d.s. Leonardo da 76/62 SR in torretta stealth, 2 LM quadrupli Mk.141 per missili superficie-superficie Boeing RGM-84L Harpoon Block II, 1 sistema antimissile Raytheon RAM Mk.31 a 21 celle installato sul cielo dell'hangar, 2 torrette ASELSAN STAMP a controllo remoto armate con una mitragliatrice calibro 12,7 mm, 4 tubi lanciasiluri ASW (in due impianti sovrapposti) da 324 mm situati all'interno delle fiancate, utilizzanti il siluro Honeywell Mk 46Mod 5.
L'elicottero Sikorsky S-70B2 Seahawk può trasportare una vasta gamma di armamento che vanno dal missile aria-superficie antinave a medio raggio AGM-119 Penguin Mk2, all'anticarro AGM-114K Hellfire, o del nuovo tipo a lungo raggio Roketsan Mizrak-D (variante dell'UMTAS), ai siluri antisommergibile Mk 46Mod.5 o Mk 54. Quando si trova a bordo dell'unità l'elicottero viene posto al riparo all'interno dell'apposito hangar che si trova all'estremità delle sovrastrutture. All'interno dell'hangar può essere trasportato un UAV. 
La dotazione elettronica comprende un sistema integrato di gestione del combattimento, comando e controllo Havelsan/Raytheon G-MSYS capace di operare in ambiente netcentrico, un radar 3D di sorveglianza aeronavale, ricerca a medio-lungo raggio e rilevamento bersagli Thales SMART-S Mk.2, un radar di tiro Thales STING-EO Mk.2, un radar di navigazione e sorveglianza di superficie Aselsan ALPER, un multisensore elettro-ottico di monitoraggio di bersagli multipli e controllo del fuoco Aselsan ASELFLIR 300D, un sistema di guerra elettronica e SIGINT Aselsan ARES-2N, un sonar di chiglia attivo/passivo a media frequenza Meteksan/ONUK-BG Defense Systems TBT-01 Yakamoz. La difesa passiva si basa su due impianti lancia chaff/flares BAE Systems Mark 36 SRBOC entrambi gestiti dal KALKAN Decoy Control System, e su un sistema passivo rimorchiabile antisiluro Ulatra Electronics Sea Sentor.

## Impiego operativo

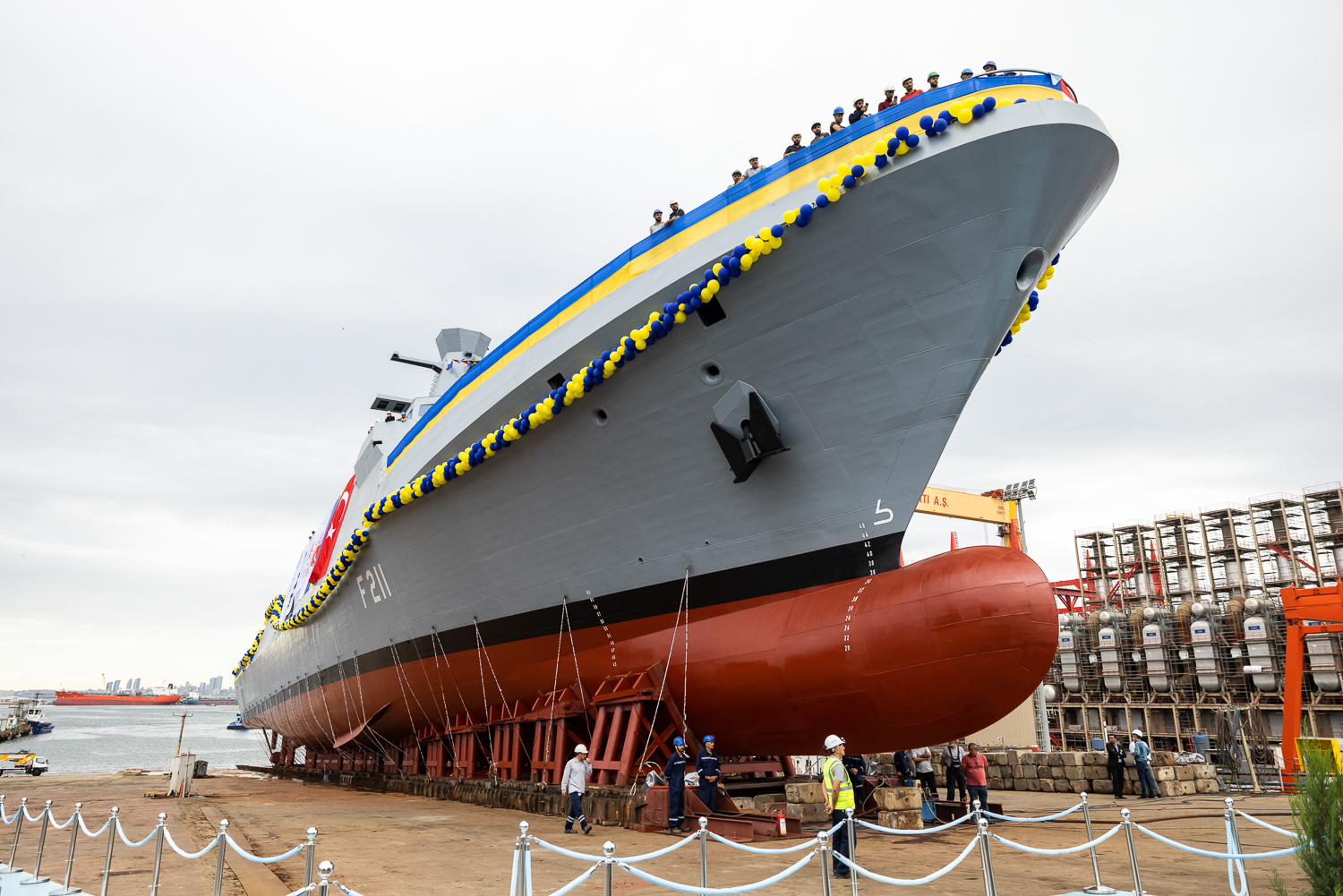
Il varo della Hetman Ivan Mazepa, prima untà classe Ada ucraina, il 2 ottobre 2022

La costruzione della prima unità del progetto MİLGEM, la corvetta della classe Ada Heybeliada, iniziò il 26 luglio 2005, e l'unità fu varata a Istanbul il 27 settembre 2008 alla presenza del Primo ministro Recep Tayyip Erdoğan.  La Heybeliada iniziò le prove in mare il 2 novembre 2010, ed entrò ufficialmente in servizio il 27 settembre 2011.
La costruzione della seconda unità, Büyükada, iniziò il 27 settembre 2008 e tale unità doveva montare oltre un radar di ricerca aerea prodotto dalla ASELSAN. L'unità venne varata il 27 settembre 2011, e dopo aver effettuato le prove in mare, entrò ufficialmente in servizio il 27 settembre 2013. La costruzione della terza unità, la Burgazada, iniziò il 17 dicembre 2014, e l'unità fu varata nel giugno 2016 ed entrò in servizio il 4 novembre 2018. La quarta unità, Kınalıada, fu impostata il 18 giugno 2016, e venne varata il 3 luglio 2017. La quinta unità, Ufuk, venne varata il 9 febbraio 2019 per poi entrare in servizio il 14 gennaio 2022.
Nel dicembre 2020 un accordo stipulato tra Turchia e Ucraina previde la costruzione di due ulteriori corvette classe Ada a favore della Marina militare ucraina; secondo l'accordo, le due unità sarebbero state costruite nei cantieri navali di Istanbul per poi completare l'allestimento dei sistemi di bordo nei cantieri ucraini, ma dopo l'invasione russa dell'Ucraina del 2022 venne deciso di completare le due unità in Turchia. Impostata nel settembre 2021, la prima delle unità destinate all'Ucraina, la Hetman Ivan Mazepa, venne varata a Istanbul il 2 ottobre 2022, per poi iniziare le prove in mare nel maggio 2024. La seconda unità ucraina, la Hetman Ivan Vyhovskyi, venne impostata il 18 agosto 2023 e quindi varata il 1º agosto 2024.

## Unità

### Marina militare turca
| Nome       | Pennant number | Cantiere navale             | Impostazione      | Varo              | Ingresso in servizio | Stato       |
| ---------- | -------------- | --------------------------- | ----------------- | ----------------- | -------------------- | ----------- |
| Heybeliada | F-511          | Cantiere navale di Istanbul | 26 luglio 2005    | 27 settembre 2008 | 27 settembre 2011    | In servizio |
| Büyükada   | F-512          | Cantiere navale di Istanbul | 27 settembre 2008 | 27 settembre 2011 | 27 settembre 2013    | In servizio |
| Burgazada  | F-513          | Cantiere navale di Istanbul | 17 dicembre 2014  | 18 giugno 2016    | 4 novembre 2018      | In servizio |
| Kınalıada  | F-514          | Cantiere navale di Istanbul | 18 giugno 2016    | 3 luglio 2017     | 29 settembre 2019    | In servizio |
| Ufuk       | A-591          | Cantiere navale di Istanbul | 9 febbraio 2017   | 9 febbraio 2019   | 14 gennaio 2022      | In servizio |

### Marina militare ucraina
| Nome                  | Pennant number | Cantiere navale             | Impostazione     | Varo           | Ingresso in servizio | Stato              |
| --------------------- | -------------- | --------------------------- | ---------------- | -------------- | -------------------- | ------------------ |
| Hetman Ivan Mazepa    | F211           | Cantiere navale di Istanbul | 7 settembre 2021 | 2 ottobre 2022 | -                    | Alle prove in mare |
| Hetman Ivan Vyhovskyi | F212           | Cantiere navale di Istanbul | 18 agosto 2023   | 1º agosto 2024 | -                    | In allestimento    |

### Annotazioni
1. ↑  MILGEM e l'acronimo di Milli Gemi, che in lingua turca significa Nave Nazionale.
2. ↑  GENESIS MilGem Savaş Yönetim Sistemi.
3. ↑  Dotato di telecamera e sistema di designazione laser installati sull'alberetto di poppa.
4. ↑  Al suo posto sulle due ultime unità è installato il sistema di contromisure antisiluro Aselsan HIZIR a 8 celle per esche.

### Fonti
1. 1 2 3 4 5 6 7 8  Gambelli 2019, p. 71.
2. ↑  Acquisition of Design Services and Platform Construction and Outfitting Equipment for MILGEM Project Prototype Ship and Second Ship, SSM, Turkey, Retrieved 6 December 2010
3. ↑  Today's Turkey’s MİLGEM to build military ships for Pakistan, Zaman, 29 November 2008
4. 1 2 3  Gambelli 2019, p. 72.
5. ↑  YALTES MILGEM IPMS Project Archiviato il 12 dicembre 2019 in Internet Archive., Yaltes JV, Retrieved 6 December 2010
6. ↑  (TR)  Newsletter about TCG Heybeliada Archiviato il 4 marzo 2012 in Internet Archive., Turkish Navy, 12 November 2010
7. ↑  First Turkish MILGEM begins sea trials, Richard Scott, IHS Jane's, 22 November 2010
8. ↑  (TR)  Newsletter about TCG Heybeliada Archiviato il 28 gennaio 2012 in Internet Archive., Turkish Navy, 27 September 2011
9. ↑  https://navaltoday.com/2018/11/05/turkish-navy-commissions-third-milgem-corvette-tcg-burgazada/
10. ↑  (TR) (A-591) TCG UFUK İstihbarat, Eğitim ve Test Gemisi, su mavivatan.net. URL consultato il 19 agosto 2024.
11. ↑  (EN) Burak Ege Bekdil, Ukrainian official reveals number of Ada-class corvettes on order from Turkey, su defensenews.com. URL consultato il 19 agosto 2024.
12. ↑  (EN) Tayfun Ozberk, Turkish shipyard launches Ukraine’s 1st MILGEM corvette, su navalnews.com. URL consultato il 19 agosto 2024.
13. ↑  (EN) Ukrainian Corvette Hetman Ivan Mazepa Begins First Sea Trials, su mil.in.ua. URL consultato il 19 agosto 2024.
14. ↑  (EN) Tayfun Ozberk, Turkish Shipyard Lays Keel of Ukraine’s 2nd MILGEM Corvette, su navalnews.com. URL consultato il 19 agosto 2024.
15. ↑  (TR) Hamza Kürşat Akburak, Türkiye’de Ukrayna için inşa edilen korvet denize indirildi, su defenceturk.net. URL consultato il 19 agosto 2024.

### Periodici
- Jani Gambelli, Navi combattenti e programmi della Marina turca, in Panorama Difesa, Firenze, ED. AI, marzo 2019,  pp. 66-75.